# 盖尔多夫
盖尔多夫（德語：Gaildorf，發音：[ˈɡaɪldɔʁf] ⓘ）是德国巴登-符腾堡州斯图加特行政区施瓦本哈尔县的城市，面积62.59平方千米，2023年12月31日人口为12,361人。